# Liste der Kathedralen in Frankreich
Eine Kathedrale ist eine Kirche mit Bischofssitz. Sie ist die Hauptkirche eines Bistums (kirchlicher Verwaltungsbezirk). Wenn ein Bistum mehrere mögliche Bischofskirchen besitzt, heißen diese Konkathedralen.

## Römisch-katholisch

### Aktuelle Bischofskirchen im europäischen Frankreich
| Stadt                  | Kathedrale                                             | Region                     | Bistum                                                                                           | Baudaten                                                                               | Besonderheiten                                                                              | Bild |
| ---------------------- | ------------------------------------------------------ | -------------------------- | ------------------------------------------------------------------------------------------------ | -------------------------------------------------------------------------------------- | ------------------------------------------------------------------------------------------- | ---- |
| Agen                   | Cathédrale Saint-Caprais                               | Nouvelle-Aquitaine         | Agen                                                                                             | 12. Jh.                                                                                | UNESCO-Weltkulturerbe                                                                       |      |
| Aix-en-Provence        | Cathédrale Saint-Sauveur                               | Provence-Alpes-Côte d’Azur | Aix                                                                                              | 1285–1513                                                                              | Basilika                                                                                    |      |
| Ajaccio                | Cathédrale Notre-Dame-de-l’Assomption                  | Korsika (Corse)            | Ajaccio                                                                                          | 1577–1593                                                                              |                                                                                             |      |
| Albi                   | Cathédrale Sainte-Cécile                               | Okzitanien                 | Albi                                                                                             | 1282–1480                                                                              | Zeichen des Sieges der Kirchenhierarchie über die Katharer, Basilika, UNESCO-Weltkulturerbe |      |
| Amiens                 | Cathédrale Notre-Dame                                  | Hauts-de-France            | Amiens                                                                                           | 13. Jh. (hochgotisch)                                                                  | Basilika, UNESCO-Weltkulturerbe                                                             |      |
| Angers                 | Cathédrale Saint-Maurice                               | Pays de la Loire           | Angers                                                                                           | ab Ende 11. Jh.                                                                        |                                                                                             |      |
| Angoulême              | Cathédrale Saint-Pierre                                | Nouvelle-Aquitaine         | Angoulême                                                                                        | 1105–1128                                                                              |                                                                                             |      |
| Annecy                 | Cathédrale Saint-Pierre                                | Auvergne-Rhône-Alpes       | Annecy                                                                                           | 16. Jh.                                                                                | seit 1569 Bischofssitz statt Genf                                                           |      |
| Arras                  | Cathédrale Notre-Dame-et-Saint-Vaat                    | Hauts-de-France            | Arras                                                                                            | 1030–1096                                                                              | Basilika                                                                                    |      |
| Auch                   | Cathédrale Sainte-Marie d’Auch                         | Okzitanien                 | Auch                                                                                             | ab 1489                                                                                | Basilika, UNESCO-Weltkulturerbe                                                             |      |
| Autun                  | Cathédrale Saint-Lazare                                | Bourgogne-Franche-Comté    | Autun                                                                                            | ab 1120 (romanisch), im 15. Jh. Beseitigung von Kriegsschäden und Ausbau (spätgotisch) | Basilika                                                                                    |      |
| Avignon                | Cathédrale Notre-Dame-des-Doms                         | Provence-Alpes-Côte d’Azur | Avignon                                                                                          | ab 1150 (provençalische Romanik), Seitenkapellen 14. und 17. Jh., Turmfigur 1859       | Basilika, UNESCO-Weltkulturerbe, 1309–1417 Papstkirche                                      |      |
| Bayeux                 | Cathédrale Notre-Dame                                  | Normandie                  | Bayeux                                                                                           | 11. Jh.                                                                                |                                                                                             |      |
| Bayonne                | Cathédrale Notre-Dame                                  | Nouvelle-Aquitaine         | Bayonne                                                                                          | 13. bis 16. Jh.                                                                        | UNESCO-Weltkulturerbe                                                                       |      |
| Beauvais               | Cathédrale St-Pierre                                   | Hauts-de-France            | Beauvais                                                                                         | ab 1247, Einstürze 1284 und 1573; 1578 unvollendet beendet                             |                                                                                             |      |
| Belfort                | Cathédrale Saint-Christophe                            | Bourgogne-Franche-Comté    | Belfort–Montbéliard                                                                              | 1727–1750                                                                              |                                                                                             |      |
| Belley                 | Cathédrale Saint-Jean                                  | Auvergne-Rhône-Alpes       | Belley–Ars                                                                                       |                                                                                        |                                                                                             |      |
| Besançon               | Cathédrale Saint-Jean-l’Évangéliste                    | Bourgogne-Franche-Comté    | Besançon                                                                                         | 17. Jh.                                                                                | Basilika                                                                                    |      |
| Blois                  | Cathédrale Saint-Louis                                 | Centre-Val de Loire        | Blois                                                                                            | Rekonstruktion 1680–1700                                                               |                                                                                             |      |
| Bordeaux               | Cathédrale Saint-André                                 | Nouvelle-Aquitaine         | Bordeaux                                                                                         | 12. bis 15. Jh.                                                                        | UNESCO-Weltkulturerbe                                                                       |      |
| Bourges                | Cathédrale Saint-Etienne                               | Centre-Val de Loire        | Bourges                                                                                          | 1195–1270                                                                              | UNESCO-Weltkulturerbe                                                                       |      |
| Cahors                 | Cathédrale Saint-Etienne                               | Okzitanien                 | Cahors                                                                                           | 1080–1135                                                                              | UNESCO-Weltkulturerbe                                                                       |      |
| Cambrai                | Cathédrale Notre-Dame-de-Grâce-et-St-Sépulcre          | Hauts-de-France            | Cambrai                                                                                          | 1695–1703                                                                              | Basilika                                                                                    |      |
| Carcassonne            | Cathédrale Saint-Michel                                | Okzitanien                 | Carcassonne-Narbonne                                                                             | 13. bis 14. Jh.                                                                        |                                                                                             |      |
| Châlons-en-Champagne   | Cathédrale Saint-Etienne                               | Grand Est                  | Châlons                                                                                          | 13. Jh.                                                                                |                                                                                             |      |
| Chambéry               | Cathédrale Saint-François-de-Sales                     | Auvergne-Rhône-Alpes       | Chambéry, Maurienne, Tarentaise                                                                  | 15. Jh.                                                                                | Basilika                                                                                    |      |
| Chartres               | Cathédrale Notre-Dame de Chartres                      | Centre-Val de Loire        | Chartres                                                                                         | 1145ff. (romanisch), 1149ff. (gotisch)                                                 | Basilika, UNESCO-Weltkulturerbe                                                             |      |
| Clermont-Ferrand       | Cathédrale Notre-Dame-de-l’Assomption                  | Auvergne-Rhône-Alpes       | Clermont                                                                                         | 13. Jh.                                                                                |                                                                                             |      |
| Coutances              | Cathédrale Notre-Dame                                  | Normandie                  | Coutances                                                                                        | 13. Jh.                                                                                |                                                                                             |      |
| Créteil                | Cathédrale Notre-Dame                                  | Île-de-France              | Créteil                                                                                          | Eröffnung 18. Juni 1976                                                                | Kathedrale seit 1987                                                                        |      |
| Dax                    | Cathédrale Notre-Dame Sainte-Marie                     | Nouvelle-Aquitaine         | Aire und Dax                                                                                     | 13. bis 18. Jh.                                                                        |                                                                                             |      |
| Digne-les-Bains        | Cathédrale Saint-Jérôme                                | Provence-Alpes-Côte d’Azur | Digne                                                                                            | ab 1490                                                                                |                                                                                             |      |
| Dijon                  | Cathédrale Saint-Bénigne                               | Bourgogne-Franche-Comté    | Dijon                                                                                            | Grundsteinlegung 1001, letzter Umbau 1896                                              |                                                                                             |      |
| Évreux                 | Cathédrale Notre-Dame                                  | Normandie                  | Évreux                                                                                           | 13. bis 17. Jh.                                                                        |                                                                                             |      |
| Évry                   | Cathédrale de la Resurrection Saint-Corbinien          | Île-de-France              | Évry-Corbeil-Essonnes                                                                            | 1991–1995                                                                              | Erste seit 100 Jahren in Frankreich gebaute Kathedrale                                      |      |
| Gap                    | Cathédrale Notre-Dame-et-St-Arnoux                     | Provence-Alpes-Côte d’Azur | Gap - Embrun                                                                                     | 1866–1904                                                                              |                                                                                             |      |
| Grenoble               | Cathédrale Notre-Dame                                  | Auvergne-Rhône-Alpes       | Grenoble-Vienne                                                                                  | 10. Jh.                                                                                |                                                                                             |      |
| Langres                | Cathédrale Saint-Mammès                                | Grand Est                  | Langres                                                                                          | 12. Jh.                                                                                |                                                                                             |      |
| La Rochelle            | Cathédrale Saint-Louis                                 | Nouvelle-Aquitaine         | La Rochelle-Saintes                                                                              | 1742–1784                                                                              |                                                                                             |      |
| Laval                  | Cathédrale de La Trinité                               | Pays de la Loire           | Laval                                                                                            | 11. Jh.                                                                                |                                                                                             |      |
| Le Havre               | Cathédrale Notre-Dame                                  | Normandie                  | Le Havre                                                                                         | 16./17. Jh.                                                                            |                                                                                             |      |
| Le Mans                | Cathédrale Saint-Julien                                | Pays de la Loire           | Le Mans                                                                                          | ab 1067                                                                                |                                                                                             |      |
| Le Puy-en-Velay        | Cathédrale Notre-Dame du Puy                           | Auvergne-Rhône-Alpes       | Le-Puy-en-Velay                                                                                  | ab 12. Jh.                                                                             | Basilika, UNESCO-Weltkulturerbe                                                             |      |
| Lille                  | Cathédrale Notre-Dame-de-la-Treille                    | Hauts-de-France            | Lille                                                                                            | 1856–1998                                                                              | Basilika                                                                                    |      |
| Limoges                | Cathédrale Saint-Étienne                               | Nouvelle-Aquitaine         | Limoges                                                                                          | 1273–1888                                                                              |                                                                                             |      |
| Luçon                  | Cathédrale Notre-Dame                                  | Pays de la Loire           | Luçon                                                                                            | Große Umbauten im 13. und 15. Jh.                                                      |                                                                                             |      |
| Lyon                   | Cathédrale Primatiale Saint-Jean-Baptiste              | Auvergne-Rhône-Alpes       | Lyon                                                                                             | 12. Jh. bis 1476                                                                       | UNESCO-Weltkulturerbe                                                                       |      |
| Marseille              | Cathédrale Sainte-Marie-Majeure (Nouvelle Majeure)     | Provence-Alpes-Côte d’Azur | Marseille                                                                                        | 1852–1896                                                                              | Basilika                                                                                    |      |
| Meaux                  | Cathédrale Saint-Étienne                               | Île-de-France              | Meaux                                                                                            | ab 12. Jh.                                                                             | Basilika                                                                                    |      |
| Mende                  | Cathédrale Notre-Dame-et-Saint-Privat                  | Okzitanien                 | Mende                                                                                            | 14. bis 17. Jh.                                                                        | Basilika                                                                                    |      |
| Metz                   | Cathédrale Saint-Etienne                               | Grand Est                  | Metz                                                                                             | 14. bis 15. Jh.                                                                        |                                                                                             |      |
| Montauban              | Cathédrale Notre-Dame-de-l’Assomption                  | Okzitanien                 | Montauban                                                                                        | 1692–1739                                                                              |                                                                                             |      |
| Montpellier            | Cathédrale Saint-Pierre et Saint-Paul                  | Okzitanien                 | Montpellier                                                                                      | 17. Jh.                                                                                | Basilika                                                                                    |      |
| Moulins                | Cathédrale Notre-Dame                                  | Auvergne-Rhône-Alpes       | Moulins                                                                                          | 15. bis 19. Jh.                                                                        | Basilika                                                                                    |      |
| Nancy                  | Cathédrale de l’Annonciation de la Vierge              | Grand Est                  | Nancy-Toul                                                                                       | 18. Jh.                                                                                |                                                                                             |      |
| Nanterre               | Cathédrale Sainte-Geneviève-et-Saint-Maurice           | Île-de-France              | Nanterre                                                                                         | 15. und 20. Jh.                                                                        |                                                                                             |      |
| Nantes                 | Cathédrale Saint-Pierre                                | Pays de la Loire           | Nantes                                                                                           | 1434–1891                                                                              |                                                                                             |      |
| Nevers                 | Cathédrale Saint-Cyr-et-Sainte-Julitte                 | Bourgogne-Franche-Comté    | Nevers                                                                                           | 12. bis 14. Jh.                                                                        | Basilika                                                                                    |      |
| Nîmes                  | Cathédrale Notre-Dame-et-Saint-Castor                  | Okzitanien                 | Nîmes                                                                                            | 17. bis 19. Jh.                                                                        | Basilika                                                                                    |      |
| Nizza (Nice)           | Cathédrale Sainte-Marie et Sainte-Réparate             | Provence-Alpes-Côte d’Azur | Nizza (Nice)                                                                                     | 1650–1699                                                                              | Basilika                                                                                    |      |
| Orléans                | Cathédrale Sainte-Croix                                | Centre-Val de Loire        | Orléans                                                                                          | 1601–1829                                                                              | Basilika                                                                                    |      |
| Pamiers                | Cathédrale Saint-Antonin                               | Okzitanien                 | Pamiers, Couserans et Mirepoix                                                                   | 12. bis 19. Jh.                                                                        |                                                                                             |      |
| Paris                  | Cathédrale Notre-Dame de Paris                         | Île-de-France              | Paris                                                                                            | 1163–1345                                                                              | Basilika, UNESCO-Weltkulturerbe                                                             |      |
| Paris                  | St. Louis des Invalides (Teil des Hôtel des Invalides) | Île-de-France              | Diocèse aux Armées Françaises/Französisches Militärordinariat (seit 1986)                        | 1679–1708                                                                              |                                                                                             |      |
| Paris                  | Cathédrale Sainte-Croix-de-Paris                       | Île-de-France              | Armenisch-Katholische Kirche: Sainte-Croix-de-Paris (Armenischer Ritus)                          |                                                                                        |                                                                                             |      |
| Paris                  | Cathédrale Saint-Volodymyr-le-Grand                    | Île-de-France              | Ukrainische Griechisch-Katholische Kirche: Saint Vladimir le Grand de Paris (Ukrainischer Ritus) |                                                                                        | Offizielle Website                                                                          |      |
| Périgueux              | Cathédrale Saint-Front                                 | Nouvelle-Aquitaine         | Périgueux                                                                                        | 12. bis 19. Jh.                                                                        | Basilika, UNESCO-Weltkulturerbe                                                             |      |
| Perpignan              | Cathédrale Saint-Jean-Baptiste                         | Okzitanien                 | Perpignan – Elne                                                                                 | 14. bis 16. Jh., umfangreiche Restaurierungen im 17. und 18. Jh.                       | Basilika                                                                                    |      |
| Poitiers               | Cathédrale Saint-Pierre                                | Nouvelle-Aquitaine         | Poitiers                                                                                         | 12. bis 14. Jh.                                                                        | Basilika                                                                                    |      |
| Pontoise               | Cathédrale Saint-Maclou                                | Île-de-France              | Pontoise                                                                                         | 1140–1785                                                                              |                                                                                             |      |
| Quimper                | Cathédrale Saint-Corentin                              | Bretagne                   | Quimper                                                                                          | 13. bis 15. Jh.                                                                        | Basilika                                                                                    |      |
| Reims                  | Cathédrale Notre-Dame                                  | Grand Est                  | Reims                                                                                            | 1211–1275                                                                              | Nationalheiligtum, UNESCO-Weltkulturerbe                                                    |      |
| Rennes                 | Cathédrale Saint-Pierre                                | Bretagne                   | Rennes                                                                                           | 16. Jh. bis 1845                                                                       |                                                                                             |      |
| Rodez                  | Cathédrale Notre-Dame                                  | Okzitanien                 | Rodez                                                                                            | 1277–1531                                                                              | Basilika                                                                                    |      |
| Rouen                  | Cathédrale Notre-Dame                                  | Normandie                  | Rouen                                                                                            | 1020–1884                                                                              |                                                                                             |      |
| Saint-Brieuc           | Cathédrale Saint-Étienne                               | Bretagne                   | Saint-Brieuc                                                                                     | 14./15. Jh.                                                                            | Basilika                                                                                    |      |
| Saint-Claude           | Cathédrale Saint-Pierre                                | Bourgogne-Franche-Comté    | Saint-Claude                                                                                     | 14. Jh.                                                                                | Basilika                                                                                    |      |
| Saint-Denis            | Cathédrale Royale Saint-Denis                          | Île-de-France              | Saint-Denis                                                                                      | 12./13. Jh.                                                                            |                                                                                             |      |
| Saint-Dié              | Cathédrale Saint-Dié                                   | Grand Est                  | Saint-Dié                                                                                        | 12. bis 18. Jh.                                                                        |                                                                                             |      |
| Saint-Étienne          | Cathédrale Saint-Charles Borromé                       | Auvergne-Rhône-Alpes       | Saint-Étienne                                                                                    | 1912–1923                                                                              |                                                                                             |      |
| Saint-Flour            | Cathédrale Saint-Pierre-et-Saint-Flour                 | Auvergne-Rhône-Alpes       | Saint-Flour                                                                                      | 1398–1466                                                                              |                                                                                             |      |
| Sées                   | Cathédrale Notre-Dame                                  | Normandie                  | Sées                                                                                             | 13./14. Jh.                                                                            | Basilika                                                                                    |      |
| Sens                   | Cathedrale Saint-Étienne                               | Bourgogne-Franche-Comté    | Sens                                                                                             | 1135–1534                                                                              |                                                                                             |      |
| Soissons               | Cathedrale Saint-Gervais-et-Saint-Protais              | Hauts-de-France            | Soissons                                                                                         | 1176–1479                                                                              | Basilika                                                                                    |      |
| Straßburg (Strasbourg) | Cathedrale Notre-Dame/Straßburger Liebfrauenmünster    | Grand Est                  | Straßburg (Strasbourg)                                                                           | 1176–1439                                                                              |                                                                                             |      |
| Tarbes                 | Cathédrale Notre-Dame-de-la-Sède                       | Okzitanien                 | Tarbes et Lourdes                                                                                | 13. bis 15. Jh., im 18. Jh. erweitert                                                  |                                                                                             |      |
| Toulon                 | Cathédrale Sainte-Marie-Majeure ou de-la-Sède          | Provence-Alpes-Côte d’Azur | Fréjus-Toulon                                                                                    | 12. bis 13. Jh., im 17. Jh. erweitert, Fassade und Glockenturm 18. Jh.                 |                                                                                             |      |
| Toulouse               | Cathédrale Saint-Étienne                               | Okzitanien                 | Toulouse                                                                                         | 1272 bis 17. Jh.                                                                       |                                                                                             |      |
| Tours                  | Cathédrale Saint-Gatien                                | Centre-Val de Loire        | Tours                                                                                            | 13. bis 16. Jh., spätgotisch mit romanischen Teilen des abgebrannten Vorgängerbaus     |                                                                                             |      |
| Troyes                 | Cathédrale Saint-Pierre-et-Saint-Paul                  | Grand Est                  | Troyes                                                                                           | ab 1208, Fassade 16. Jh., Glasfenster 13. bis 17. Jh.                                  |                                                                                             |      |
| Tulle                  | Cathédrale Notre-Dame                                  | Nouvelle-Aquitaine         | Tulle                                                                                            | 12. bis 14. Jh.                                                                        | zunächst Abteikirche                                                                        |      |
| Valence                | Cathédrale Saint-Apollinaire                           | Auvergne-Rhône-Alpes       | Valence                                                                                          | ab 11. Jh.                                                                             | Basilika                                                                                    |      |
| Vannes                 | Cathédrale Saint-Pierre                                | Bretagne                   | Vannes                                                                                           | 1450–1520                                                                              | Basilika                                                                                    |      |
| Verdun                 | Cathédrale Notre-Dame                                  | Grand Est                  | Verdun                                                                                           | 10. bis 18. Jh.                                                                        | Basilika                                                                                    |      |
| Versailles             | Cathédrale Saint-Louis                                 | Île-de-France              | Versailles                                                                                       | 1742–1754                                                                              |                                                                                             |      |
| Viviers                | Cathédrale Saint-Vincent                               | Auvergne-Rhône-Alpes       | Viviers                                                                                          | 12. bis 17. Jh.                                                                        |                                                                                             |      |

### Aktuelle Bischofskirchen in den Überseeregionen oder -départements
| Stadt          | Kathedrale                            | Region oder Département   | Bistum                                           | Baudaten  | Besonderheiten | Bild |
| -------------- | ------------------------------------- | ------------------------- | ------------------------------------------------ | --------- | -------------- | ---- |
| Basse-Terre    | Cathédrale Notre-Dame-de-Guadeloupe   | Guadeloupe                | Basse-Terre                                      | 1736      | Basilika       |      |
| Cayenne        | Cathédrale Saint-Sauveur de Cayenne   | Französisch-Guayana       | Cayenne                                          |           |                |      |
| Papeete        | Cathédrale Notre-Dame                 | Französisch-Polynesien    | Papeete                                          | 19. Jh.   |                |      |
| Taiohae        | Cathédrale Notre-Dame                 | Französisch-Polynesien    | Taiohae                                          | 20. Jh.   |                |      |
| Fort-de-France | Cathédrale Saint-Louis                | Martinique                | Saint-Pierre et Fort-de-France                   |           |                |      |
| Nouméa         | Cathédrale Saint Joseph               | Neukaledonien             | Nouméa                                           | 1887–1897 |                |      |
| Saint-Denis    | Cathédrale Saint-Denis                | Réunion                   | Saint-Denis-de-La-Réunion                        | 19. Jh.   |                |      |
| Saint-Pierre   | Cathédrale Saint-Pierre               | Saint-Pierre und Miquelon | Apostolisches Vikariat Saint-Pierre und Miquelon | 19. Jh.   |                |      |
| Mata Utu       | Cathédrale Notre-Dame-de-l’Assomption | Wallis und Futuna         | Wallis et Futuna                                 | 19. Jh.   |                |      |

### Konkathedralen
Normalerweise besitzt ein Bistum nur eine Bischofskirche, in einigen Fällen aber auch zwei oder mehr. Die Stellung von Konkathedralen ist geringer als die von „echten“ Kathedralen.
| Stadt                   | Kathedrale                                          | Region                     | Bistum                          | Baudaten                                                                                                 | Besonderheiten          | Bild |
| ----------------------- | --------------------------------------------------- | -------------------------- | ------------------------------- | --- | ----------------------- | ---- |
| Aire-sur-l’Adour        | Cathédrale Saint-Jean-Baptiste                      | Nouvelle-Aquitaine         | Aire et Dax                     | 11./12. Jh.                                                                                              |                         |      |
| Auxerre                 | Cathédrale Saint-Étienne                            | Bourgogne-Franche-Comté    | Sens-Auxerre                    | 13./14. Jh.                                                                                              | seit 1823 Konkathedrale |      |
| Bourg-en-Bresse         | Co-cathédrale Notre-Dame de l’Annonciation de Bourg | Auvergne-Rhône-Alpes       | Belley-Ars                      | Kathedrale 1515–1534                                                                                     | seit 1992 Konkathedrale |      |
| Corbeil-Essonnes        | Cathédrale Saint-Spire                              | Île-de-France              | Évry-Corbeil-Essonnes           | 13./14. Jh.                                                                                              | seit 1996 Konkathedrale |      |
| Elne                    | Cathédrale Sainte-Julie-et-Sainte-Eulalie d’Elne    | Okzitanien                 | Perpignan – Elne                | 11. bis 13. Jh                                                                                           |                         |      |
| Forcalquier             | Cathédrale Notre-Dame-du-Bourguet                   | Provence-Alpes-Côte d’Azur | Digne                           | 13. bis 17. Jh.                                                                                          |                         |      |
| Fréjus                  | Cathédrale Saint-Léonce                             | Provence-Alpes-Côte d’Azur | Fréjus-Toulon                   | Kircheninnere (Schiffe) 12. Jh., Kreuzgang 13. Jh., Baptisterium 5. Jh., Südportal 16. Jh., Turm 18. Jh. |                         |      |
| Moûtiers                | Cathédrale Saint-Pierre                             | Auvergne-Rhône-Alpes       | Chambéry, Maurienne, Tarentaise | 11./12. Jh., 15. Jh., 19. Jh                                                                             |                         |      |
| Saintes                 | Cathédrale Saint-Pierre                             | Nouvelle-Aquitaine         | La Rochelle-Saintes             | 17./18. Jh                                                                                               | Basilika                |      |
| Saint-Jean-de-Maurienne | Cathédrale Saint-Jean-Baptiste                      | Auvergne-Rhône-Alpes       | Chambéry, Maurienne, Tarentaise | 11. bis 15. Jh.                                                                                          |                         |      |
| Sospel                  | Co-cathédrale Saint-Michel de Sospel                | Provence-Alpes-Côte d’Azur | Nizza (Nice)                    | |                         |      |
| Toul                    | St-Étienne                                          | Grand Est                  | Nancy - Toul                    | 13. bis 15. Jh                                                                                           |                         |      |

### Ehemalige Kathedralen
| Stadt                       | Kathedrale                                                         | Region                     | Bistum                         | Baudaten                            | Besonderheiten                                                                           | Bild |
| --------------------------- | ------------------------------------------------------------------ | -------------------------- | ------------------------------ | ----------------------------------- | ---------------------------------------------------------------------------------------- | ---- |
| Agde                        | Ancienne cathédrale St-Étienne                                     | Okzitanien                 | Montpellier                    | 12. Jh.                             |                                                                                          |      |
| Alès                        | Ancienne cathédrale St-Jean-Baptiste                               | Okzitanien                 | Nîmes                          | ab 1694                             | von der gotischen Kirche nur Teile des Turms erhalten                                    |      |
| Alet-les-Bains              | Ancienne cathédrale Sainte-Marie                                   | Okzitanien                 | Carcassonne und Narbonne       | ab 1317                             |                                                                                          |      |
| Antibes                     | Ancienne cathédrale Notre-Dame-de-la-Platéa                        | Provence-Alpes-Côte d’Azur | Nizza (Nice)                   | ab 1200                             |                                                                                          |      |
| Apt                         | Ancienne cathédrale Ste-Anne                                       | Provence-Alpes-Côte d’Azur | Avignon                        | 11. bis 14. Jh.                     | Basilika                                                                                 |      |
| Arles                       | Ancienne cathédrale St-Trophime                                    | Provence-Alpes-Côte d’Azur | Aix                            | 12. bis 15. Jh.                     | Basilika                                                                                 |      |
| Avranches                   | Ancienne cathédrale St-André                                       | Normandie                  | Coutances                      |                                     | zerstört während der Französischen Revolution                                            |      |
| Bastia                      | Ancienne pro-cathédrale Ste-Marie                                  | Korsika (Corse)            | Ajaccio                        |                                     | Pro-Kathedrale 1570–1802                                                                 |      |
| Bazas                       | Ancienne cathédrale St-Jean-Baptiste                               | Nouvelle-Aquitaine         | Bordeaux                       | 13. bis 17. Jh.                     | UNESCO-Weltkulturerbe                                                                    |      |
| Béziers                     | Ancienne cathédrale St-Nazaire                                     | Okzitanien                 | Montpellier                    | 13. bis 15. Jh.                     |                                                                                          |      |
| Boulogne-sur-Mer            | Ancienne cathédrale Basilique Notre-Dame-de-l’Immaculée-Conception | Hauts-de-France            | Arras                          |                                     | Kathedrale 1567–1790, Basilika                                                           |      |
| Calvi                       | Ancienne pro-cathédrale St-Jean-Baptiste                           | Korsika (Corse)            | Ajaccio                        | 16. Jh.                             | Pro-Kathedrale 1576–1790                                                                 |      |
| Cambrai                     | ancienne cathédrale Notre-Dame de Cambrai                          | Hauts-de-France            | Cambrai                        |                                     | zerstört während der Französischen Revolution                                            |      |
| Carcassonne                 | Ancienne cathédrale St-Nazaire-et-St-Celse                         | Okzitanien                 | Carcassonne und Narbonne       | 12./13. Jh.                         | Basilika                                                                                 |      |
| Carpentras                  | Ancienne cathédrale St-Siffrein                                    | Provence-Alpes-Côte d’Azur | Avignon                        | 15./16. Jh.                         | Kathedrale bis 1790                                                                      |      |
| Castres                     | Ancienne cathédrale St-Benoît                                      | Okzitanien                 | Albi                           | 17./18. Jh.                         | Kathedrale bis 1790                                                                      |      |
| Cavaillon                   | Ancienne cathédrale Notre-Dame-et-St-Véran                         | Provence-Alpes-Côte d’Azur | Avignon                        | 12. bis 18. Jh.                     | Kathedrale bis 1790                                                                      |      |
| Cervione                    | Ancienne cathédrale St-Erasme                                      | Korsika (Corse)            | Ajaccio                        | 16. bis 18. Jh.                     | Kathedrale bis 1790                                                                      |      |
| Chalon-sur-Saône            | Ancienne cathédrale St-Vincent                                     | Bourgogne-Franche-Comté    | Autun                          | 11. bis 16. Jh. und 19. Jh.         |                                                                                          |      |
| Choisy-le-Roi               | Ancienne cathédrale Saint-Louis-et-Saint-Nicolas                   | Île-de-France              | Créteil                        | 1748–1760                           |                                                                                          |      |
| Cimiez                      | Ancienne cathédrale Ste-Marie                                      | Provence-Alpes-Côte d’Azur | Nizza (Nice)                   |                                     | zerstört                                                                                 |      |
| Clamecy                     | Ancienne cathédrale Notre-Dame-de-Bethléem                         | Bourgogne-Franche-Comté    | Sens                           | 12. und 15. Jh.                     |                                                                                          |      |
| Colmar                      | Ancienne cathédrale Martinsmünster (Saint-Martin)                  | Grand Est                  | Straßburg (Strasbourg)         | 1234–1365                           |                                                                                          |      |
| Condom                      | Ancienne cathédrale St-Pierre                                      | Okzitanien                 | Auch                           | 14. bis 16. Jh.                     |                                                                                          |      |
| Die                         | Ancienne cathédrale Notre-Dame                                     | Auvergne-Rhône-Alpes       | Valence                        | 11. bis 13. Jh. und 17. bis 19. Jh. |                                                                                          |      |
| Digne-les-Bains             | Ancienne cathédrale Notre-Dame                                     | Provence-Alpes-Côte d’Azur | Digne                          | 11. bis 13. Jh.                     |                                                                                          |      |
| Dol-de-Bretagne             | Ancienne cathédrale St-Simon                                       | Bretagne                   | Rennes                         | 1203 bis 16. Jh.                    |                                                                                          |      |
| Eauze                       | Ancienne cathédrale St-Lupercus                                    | Okzitanien                 | Auch                           | 2. Hälfte 15. Jh.                   | Das Erzbistum Eauze erlosch bereits im 9. Jh.; der heutige Bau war niemals Bischofssitz. |      |
| Embrun                      | Ancienne cathédrale Notre-Dame                                     | Provence-Alpes-Côte d’Azur | Gap                            | 12./13. Jh.                         |                                                                                          |      |
| Entrevaux                   | Ancienne cathédrale Notre-Dame                                     | Provence-Alpes-Côte d’Azur | Digne                          | 16./17. Jh.                         |                                                                                          |      |
| Forcalquier                 | Ancienne cathédrale Saint-Mari                                     | Provence-Alpes-Côte d’Azur | Digne                          | 11. bis 15. Jh.                     | zerstört                                                                                 |      |
| Grasse                      | Kathedrale Notre-Dame-du-Puy (Grasse)                              | Provence-Alpes-Côte d’Azur | Nizza (Nice)                   | 12. Jh., 16./17. Jh.                | Kathedrale 1244 bis 1790                                                                 |      |
| Laon                        | Ancienne cathédrale Notre-Dame                                     | Hauts-de-France            | Soissons                       | 1155–1235                           |                                                                                          |      |
| Lavaur                      | Ancienne cathédrale St-Alain                                       | Okzitanien                 | Albi                           | ab 1317                             | Kathedrale 1317 bis 1790                                                                 |      |
| Lectoure                    | Ancienne cathédrale St-Gervais-et-St-Protais                       | Okzitanien                 | Auch                           | 12. bis 18. Jh.                     | Kathedrale bis 1790                                                                      |      |
| Lescar                      | Ancienne cathédrale Notre-Dame-de-l’Assomption                     | Nouvelle-Aquitaine         | Auch                           | 12. bis 17. Jh.                     |                                                                                          |      |
| Lisieux                     | Ancienne cathédrale St-Pierre                                      | Normandie                  | Bayeux                         | 12./13. Jh.                         | Kathedrale bis 1790                                                                      |      |
| Lodève                      | Ancienne cathédrale St-Fulcran                                     | Okzitanien                 | Montpellier                    | 13. bis 15. Jh.                     |                                                                                          |      |
| Lombez                      | Ancienne cathédrale Ste-Marie                                      | Okzitanien                 | Auch                           |                                     | Kathedrale bis 1790                                                                      |      |
| Lucciana                    | Ancienne cathédrale Sainte-Marie-de-l’Assomption                   | Korsika (Corse)            | Ajaccio                        | 11. Jh.                             |                                                                                          |      |
| Mâcon                       | Ancienne cathédrale St-Vincent                                     | Bourgogne-Franche-Comté    | Autun                          | 13. Jh.                             |                                                                                          |      |
| Maillezais                  | Ancienne cathédrale St-Pierre                                      | Pays de la Loire           | La Rochelle                    | 13. bis 16. Jh.                     | heute Ruine                                                                              |      |
| Marseille                   | Ancienne cathédrale Église de la vieille Major (Vieille Major)     | Provence-Alpes-Côte d’Azur | Marseille                      | 12. Jh.                             | durch heutige Kathedrale überbaut                                                        |      |
| Mirepoix                    | Ancienne cathédrale St-Maurice                                     | Okzitanien                 | Pamiers, Couserans et Mirepoix | 12. bis 19. Jh.                     | Kathedrale bis 1790                                                                      |      |
| Narbonne                    | Ancienne cathédrale St-Just-et-St-Pasteur                          | Okzitanien                 | Carcassonne und Narbonne       | 13./14. Jh. und 19. Jh.             | Kathedrale bis 1790, Basilika                                                            |      |
| Noyon                       | Ancienne cathédrale Notre-Dame                                     | Hauts-de-France            | Beauvais                       | 1145–1235                           |                                                                                          |      |
| Oloron-Sainte-Marie         | Ancienne cathédrale Ste-Marie                                      | Nouvelle-Aquitaine         | Bayonne                        | 12. bis 14. Jh.                     |                                                                                          |      |
| Orange                      | Ancienne cathédrale Notre-Dame-de-Nazareth                         | Provence-Alpes-Côte d’Azur | Avignon                        | 12. bis 16. Jh.                     |                                                                                          |      |
| Périgueux                   | Ancienne cathédrale St-Étienne-de-la-Cité                          | Nouvelle-Aquitaine         | Périgueux                      | 12. bis 17. Jh.                     |                                                                                          |      |
| Pointe-à-Pitre              | Ancienne cathédrale St-Pierre-et-St-Paul                           | Guadeloupe                 | Basse-Terre                    |                                     |                                                                                          |      |
| Rieux-Volvestre             | Ancienne cathédrale de la Nativité-de-la-Vierge                    | Okzitanien                 | Toulouse                       | ab 1317                             | Kathedrale bis 1790                                                                      |      |
| Riez                        | Notre-Dame-de-la-Sède                                              | Provence-Alpes-Côte d’Azur | Digne                          | 15./16. Jh.                         |                                                                                          |      |
| Saint-Bertrand-de-Comminges | Ancienne cathédrale Notre-Dame                                     | Okzitanien                 | Toulouse                       | 12. Jh. und 16. Jh.                 | Kathedrale bis 1790, UNESCO-Weltkulturerbe                                               |      |
| Saint-Florent               | Ancienne cathédrale Santa-Maria-Assunta (Cathédrale de Nebbio)     | Korsika (Corse)            | Ajaccio                        | 12. Jh.                             | Kathedrale bis 1790                                                                      |      |
| Saint-Lizier                | Ancienne cathédrale Notre-Dame-de-la Sède                          | Okzitanien                 | Pamiers, Couserans et Mirepoix | 14. Jh.                             |                                                                                          |      |
| Saint-Lizier                | Ancienne cathédrale St-Lizier                                      | Okzitanien                 | Pamiers, Couserans et Mirepoix | 12. bis 14. Jh.                     | UNESCO-Weltkulturerbe                                                                    |      |
| Saint-Malo                  | Ancienne cathédrale St-Pierre d’Aleth                              | Bretagne                   | Rennes                         | 10. Jh.                             | nur noch Ruinen erhalten                                                                 |      |
| Saint-Malo                  | Ancienne cathédrale St-Vincent                                     | Bretagne                   | Rennes                         | 12. bis 14. Jh                      | Kathedrale bis 1790                                                                      |      |
| Saint-Omer                  | Ancienne cathédrale Notre-Dame                                     | Hauts-de-France            | Arras                          | 13. bis 16. Jh.                     | Kathedrale 1561–1801, Basilika                                                           |      |
| Saint-Papoul                | Abbaye de Saint-Papoul                                             | Okzitanien                 | Carcassonne und Narbonne       | 12. Jh.                             | Kathedrale 1318–1801                                                                     |      |
| Saint-Paul-Trois-Châteaux   | Ancienne cathédrale Notre-Dame                                     | Auvergne-Rhône-Alpes       | Valence                        | 12. Jh.                             |                                                                                          |      |
| Saint-Pol-de-Léon           | Ancienne cathédrale St-Paul-Aurelien                               | Bretagne                   | Quimper                        | 12. bis 16. Jh                      | Kathedrale bis 1790, Basilika                                                            |      |
| Saint-Pons-de-Thomières     | Ancienne cathédrale St-Pons-de-Thomières                           | Okzitanien                 | Montpellier                    | 16. bis 18. Jh.                     |                                                                                          |      |
| Sarlat-la-Canéda            | Ancienne cathédrale St-Sacerdos                                    | Nouvelle-Aquitaine         | Périgueux                      | 14. Jh                              | Kathedrale 1317–1790                                                                     |      |
| Senez                       | Ancienne cathédrale Notre-Dame-de-l’Assomption                     | Provence-Alpes-Côte d’Azur | Digne                          | 12./13. Jh.                         |                                                                                          |      |
| Senlis                      | Ancienne cathédrale Notre-Dame                                     | Hauts-de-France            | Beauvais                       | 1151–1191                           | Kathedrale bis 1790                                                                      |      |
| Sisteron                    | Ancienne cathédrale Notre-Dame                                     | Provence-Alpes-Côte d’Azur | Digne                          | 1160–1220                           |                                                                                          |      |
| Tréguier                    | Ancienne cathédrale St-Tugdual                                     | Bretagne                   | Saint-Brieuc                   | 12./13. Jh.                         | Basilika                                                                                 |      |
| Uzès                        | Ancienne cathédrale St-Théodorit                                   | Okzitanien                 | Nîmes, Uzès und Alès           | 17. bis 19. Jh.                     | Aufhebung des Bischofssitzes 1801                                                        |      |
| Vabres-l’Abbaye             | Ancienne cathédrale St-Sauveur-et-St-Pierre                        | Okzitanien                 | Rodez                          | 18. Jh.                             | Kathedrale bis 1790                                                                      |      |
| Vaison-la-Romaine           | Ancienne cathédrale Notre-Dame-de-Nazareth                         | Provence-Alpes-Côte d’Azur | Avignon                        | 10. bis 13. Jh. und 19. Jh.         |                                                                                          |      |
| Vaison-la-Romaine           | Ancienne cathédrale St-Quenin                                      | Provence-Alpes-Côte d’Azur | Avignon                        |                                     |                                                                                          |      |
| Vence                       | Ancienne cathédrale Notre-Dame-de-la-Nativité                      | Provence-Alpes-Côte d’Azur | Nizza (Nice)                   | 11. bis 18. Jh.                     |                                                                                          |      |
| Vico                        | Ancienne cathédrale Sant’Appiano de Vico                           | Korsika (Corse)            | Ajaccio                        |                                     |                                                                                          |      |
| Vienne                      | Ancienne cathédrale Saint-Maurice                                  | Auvergne-Rhône-Alpes       | Grenoble-Vienne                | 12. bis 16. Jh.                     |                                                                                          |      |
| Villeneuve-lès-Maguelone    | Ancienne cathédrale St-Pierre-et-St-Paul                           | Okzitanien                 | Montpellier                    | 11./12. Jh.                         |                                                                                          |      |

## Andere Konfessionen
| Stadt        | Kathedrale                              | Region                     | Konfession                                         | Bild |
| ------------ | --------------------------------------- | -------------------------- | -------------------------------------------------- | ---- |
| Nizza (Nice) | Cathédrale Saint-Nicolas                | Provence-Alpes-Côte d’Azur | Russisch-Orthodox                                  |      |
| Paris        | Alexander-Newski-Kathedrale             | Île-de-France              | Russisch-Orthodox (Patriarchat von Konstantinopel) |      |
| Paris        | Dreifaltigkeitskathedrale (Paris)       | Île-de-France              | Russisch-orthodox (Patriarchat von Moskau)         |      |
| Paris        | Cathédrale Saint-Étienne de Paris       | Île-de-France              | Griechisch-Orthodox                                |      |
| Paris        | Cathédrale américaine de Paris          | Île-de-France              | Anglikanisch                                       |      |
| Paris        | Cathédrale Saint-Jean-Baptiste de Paris | Île-de-France              | Armenisch-Apostolisch                              |      |